# Gerard Kitchen O’Neill

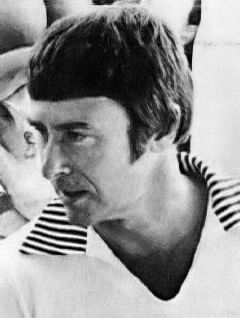
Gerard Kitchen O’Neill (1977)

Gerard Kitchen O’Neill (* 6. Februar 1927 in Brooklyn, New York City; † 27. April 1992 in Redwood City, Kalifornien) war ein US-amerikanischer Physiker und Raumfahrtpionier.

## Leben
O’Neill war im Zweiten Weltkrieg Radartechniker bei der Marine. Ab 1946 bis 1950 studierte er Physik am Swarthmore College und promovierte 1954 an der Cornell University. Seit dem Jahr 1954 bis zum Tod arbeitete er an der Princeton University, zuerst als Instructor, ab 1956 als Assistant Professor und 1959 als Associate Professor. Dort beschäftigte er sich zuerst mit experimenteller Teilchenphysik und Beschleunigerphysik. Ende der 1950er und Anfang der 1960er Jahre baute er in Stanford in einer Stanford-Princeton-Kollaboration (mit Wolfgang Panofsky, Burton Richter und anderen) den ersten Elektronen-Speicherring/Collider in den USA (Colliding Beam Experiment, CBX), nachdem er sein Speicherring/Collider-Konzept 1956 in Physical Review veröffentlicht hatte. Mitte der 1960er Jahre unternahm er an dem Ring, der mit Teilchen aus dem Linearbeschleuniger des SLAC gespeist wurde, Colliding-Beam-Experimente mit Burton Richter. 1965 erhielt er eine volle Professur in Princeton. Ab 1985 war er dort Professor Emeritus. Er starb 1992 an Leukämie.
O’Neill ist vor allem für seine Raumfahrtvisionen bekannt. Ideen dazu entwickelte er Anfang der 1970er Jahre, als er Übungsaufgaben in dieser Richtung seinen Physikstudenten stellte. Seine erste Veröffentlichung dazu, The Colonization of Space, erschien September 1974 in Physics Today, nachdem der Aufsatz vier Jahre lang immer wieder von Fachzeitschriften (sogar von Science und Scientific American) zurückgewiesen wurde. 1975 organisierte er in Princeton eine Konferenz für Technologien zur Kolonisation des Weltraums. 1976/77 konstruierte er mit Henry Kolm vom MIT den Prototyp eines Mass Drivers, einem elektromagnetischen Katapult (siehe Antriebsmethoden für die Raumfahrt). Nach der Ursprungsidee sollten damit Materialien vom Mond zum Lagrangepunkt L 5 geschossen werden, den Ort den O’Neill für die erste Raumkolonie ins Auge genommen hatte. Im Jahr 1977 gründete O’Neill das Space Studies Institute, das Institut Pläne für die Erforschung und Besiedlung des Weltraums erarbeitet.
Aus erster Ehe 1950 bis 1966 mit seiner Kommilitonin in Swarthmore Sylvia Turlington hatte er einen Sohn und zwei Töchter. 1973 heiratete er Renate Steffen, die ihn damals bei einem Cross-Country-Segelflug durch die USA unterstützte. Mit ihr hatte er einen Sohn.
O’Neill war ein passionierter Pilot, sowohl als Motorflieger als auch als Segelflieger. In den 1960er Jahren unterzog er sich den Auswahltests der NASA für Astronauten, als dies auch für Kandidaten aus dem Zivilleben möglich wurde. O’Neill wurde aber nicht genommen. Er war außerdem einer der ersten Menschen, die sich im Weltall bestatten ließen.

## Werke
- The High Frontier. Human Colonies in Space. William Morrow & Company, 1977, ISBN 0-9622379-0-6.
- Space-Based Manufacturing from Nonterrestrial Materials. Amer Inst of Aeronautics, 1977, ISBN 0-915928-21-3
- 2081. A Hopeful View of the Human Future. Simon and Schuster, 1981, ISBN 0-671-44751-3.
- The Technology Edge. Opportunities for America in world competition. Simon and Schuster, 1983, ISBN 0-671-55437-9.
- mit Cheng Elementary Particle Physics, 1979